# Tridécane
Le tridécane est un alcane linéaire de formule brute C13H28. Il possède 802 isomères structuraux.
Il se présente sous la forme d'un liquide incolore et est utilisé dans l'industrie papetière et dans celle du caoutchouc mais également comme combustible ou comme solvant. 
Il est sécrété par certains insectes à des fins de défense contre les prédateurs.